# Campanula carpatica
La campana de Tussock (Campanula carpatica) es una especie de planta herbácea perteneciente a la familia de las campanuláceas.

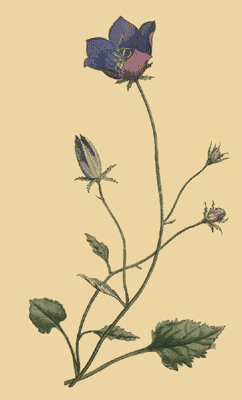
Ilustración

## Descripción
La campanilla de los Cárpatos es una planta herbácea, perennifolia, que alcanza un tamaño de (10) 30 a 50 centímetros.  El tallo es erecto o ascendente, ramificado. Las hojas basales son redondas o en forma de corazón y dentadas toscamente,  de 2,5 a 5 centímetros de largo. Las flores son solitarias. La corona es en forma de cuenco y el ancho de 30 a 40 milímetros. El fruto es una  cápsula ovoide-cilíndrica. Florece en junio, aunque algunos de ellos comienzan en mayo y duran hasta agosto.

## Distribución y hábitat
La campanilla de los Cárpatos se encuentra en el sur y este de los Cárpatos en frente de bandas de rocas en el bosque de montaña.

## Taxonomía
Campanula carpatica fue descrita por  Nikolaus Joseph von Jacquin y publicado en Hortus Botanicus Vindobonensis i. 22, t. 57. 1770.
Etimología
Campanula: nombre genérico diminutivo del término latíno campana, que significa "pequeña campana", aludiendo a la forma de las flores.
carpatica: epíteto geográfico que alude a su localización en los Cárpatos.
Sinonimia
- Campanula cordifolia Vuk.
- Campanula dasycarpa Schur
- Campanula fergusonii A.M.Ferguson
- Campanula hendersonii auct.
- Campanula oreophila Schur
- Campanula turbinata Schott, Nyman & Kotschy
- Campanula turbinata f. alba Voss
- Campanula turbinata f. lilacina Voss
- Campanula turbinata f. pelviformis Voss
- Neocodon carpaticus (Jacq.) Kolak. & Serdyuk.[3][4]